# خرکس‌کلوستر
جرکلوستر (به هلندی: Gerkesklooster) یک منطقهٔ مسکونی در هلند است که در آخت‌کارسپیلن واقع شده‌است. جرکلوستر ۸۱۲ نفر جمعیت دارد.